# 楢葉郡
- 令制国一覧 > 東山道 > 陸奥国・磐城国 > 楢葉郡
- 日本 > 東北地方 > 福島県 > 楢葉郡

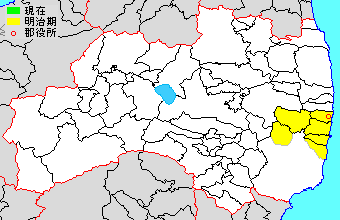
福島県楢葉郡の範囲

楢葉郡（ならはぐん）は福島県浜通り（陸奥国・磐城国）にあった郡。

## 郡域
1878年（明治12年）に行政区画として発足した当時の郡域は、双葉郡広野町・楢葉町・富岡町・川内村およびいわき市の一部（久之浜町・大久町・川前町の各町）にあたる。

## 歴史
磐城郡から分かれて成立した。分立の時期を記した史料は見つかっていないが、平安時代とみられる。

### 近代以降の沿革
- 「旧高旧領取調帳」に記載されている明治初年時点での支配は以下の通り。（40村）

| 知行   | 知行       | 村数 | 村名 |
| ------ | ---------- | ---- | --- |
| 幕府領 | 幕府領     | 19村 | 田之網村、久之浜村、金ヶ沢村、小山田村、大久村、末続村、折木村、下浅見川村、下北迫村、上北迫村、山田岡村、山田浜村、下小塙村、北田村、下繁岡村、上繁岡村、毛萱村、波倉村、大谷村 |
| 藩領   | 陸奥棚倉藩 | 14村 | 川前村、下川内村、上川内村、下桶売村、上桶売村、小白井村、下手岡村、上手岡村、小良ヶ浜村、大菅村、小浜村、仏浜村、本町村、下郡山村                                               |
| 藩領   | 下総多古藩 | 7村  | 小久村、夕筋村、上浅見川村、前原村、井出村、上郡山村、上小塙村 |

- 慶応2年6月19日（1866年7月30日） - 棚倉藩が武蔵川越藩に転封。陸奥白河藩が棚倉藩に転封。
- 慶応4年
  - 2月1日（1868年2月23日） - 棚倉藩が白河藩に転封（実行されず）。
  - 8月8日（1868年9月23日） - 戊辰戦争後の処分により、幕府領・棚倉藩領が磐城平民政局の管轄となる。
- 明治元年
  - 12月7日（1869年1月19日）
    - 陸奥国が分割され、本郡は磐城国の所属となる。
    - 棚倉藩領が磐城三春藩取締地となる。

  - 12月24日（1869年2月5日） - 白河藩が棚倉藩に転封（現状に即した形となる）。
  - 8月7日（1869年9月12日） - 幕府領・旗本領と三春藩取締地が白河県の管轄となる。
- 明治4年
  - 7月14日（1871年8月29日） - 廃藩置県により藩領が多古県となる。
  - 11月2日（1871年12月13日） - 第1次府県統合により平県の管轄となる。
  - 11月29日（1872年1月9日） - 平県が磐前県に改称。
- 明治9年（1876年）8月21日 - 第2次府県統合により福島県の管轄となる。

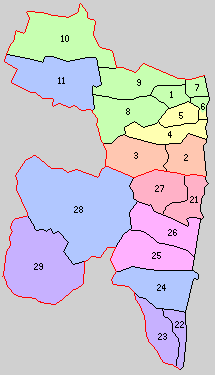
21.富岡村 22.久之浜村 23.大久村 24.広野村 25.木戸村 26.龍田村 27.上岡村 28.川内村 29.川前村（紫：いわき市 桃：楢葉町 赤：富岡町 青：合併なし 1 - 11は標葉郡）

- 明治12年（1879年）1月27日 - 郡区町村編制法の福島県での施行により行政区画としての楢葉郡が発足。「楢葉標葉郡役所」が小浜村に設置され、標葉郡とともに管轄。
- 明治15年（1882年） - 下手岡村・本町村が合併して本岡村となる。（39村）
- 明治22年（1889年）4月1日 - 町村制の施行により以下の町村が発足。
  - 富岡村 ← 上郡山村、下郡山村、毛萱村、仏浜村、小浜村、小良ヶ浜村（現・富岡町）
  - 久之浜村 ← 久之浜村、田之網村、金ヶ沢村、末続村（現・いわき市）
  - 大久村 ← 大久村、小久村、小山田村（現・いわき市）
  - 広野村 ← 夕筋村、折木村、上浅見川村、下浅見川村、下北迫村、上北迫村（現・広野町）
  - 木戸村 ← 山田岡村、山田浜村、前原村、上小塙村、下小塙村（現・楢葉町）
  - 竜田村 ← 北田村、大谷村、井出村、上繁岡村、下繁岡村、波倉村（現・楢葉町）
  - 上岡村 ← 大菅村、上手岡村、本岡村（現・富岡町）
  - 川内村 ← 上川内村、下川内村（現・川内村）
  - 川前村 ← 小白井村、上桶売村、下桶売村、川前村（現・いわき市）
- 明治29年（1896年）4月1日 - 以下の変更が行われ、楢葉郡廃止。
  - 標葉郡および楢葉郡の大部分（川前村を除く）の区域をもって双葉郡が発足。
  - 磐城郡・磐前郡・菊多郡および楢葉郡の一部（川前村）の区域をもって石城郡が発足。

### 変遷表
| 藩政期     | 明治22年以前 | 明治22年4月1日 | 明治22年 - 明治28年 | 明治29年4月1日  | 現在          |
| ---------- | ------------ | -------------- | ------------------- | --------------- | ------------- |
| 小浜村     | 小浜村       | 富岡村         | 富岡村              | 双葉郡 富岡村   | 双葉郡 富岡町 |
| 小良ヶ浜村 | 小良ヶ浜村   | 富岡村         | 富岡村              | 双葉郡 富岡村   | 双葉郡 富岡町 |
| 毛萱村     | 毛萱村       | 富岡村         | 富岡村              | 双葉郡 富岡村   | 双葉郡 富岡町 |
| 上郡山村   | 上郡山村     | 富岡村         | 富岡村              | 双葉郡 富岡村   | 双葉郡 富岡町 |
| 下郡山村   | 下郡山村     | 富岡村         | 富岡村              | 双葉郡 富岡村   | 双葉郡 富岡町 |
| 仏浜村     | 仏浜村       | 富岡村         | 富岡村              | 双葉郡 富岡村   | 双葉郡 富岡町 |
| 上手岡村   | 上手岡村     | 上岡村         | 上岡村              | 双葉郡 上岡村   | 双葉郡 富岡町 |
| 本町村     | 本岡村       | 上岡村         | 上岡村              | 双葉郡 上岡村   | 双葉郡 富岡町 |
| 下手岡村   | 本岡村       | 上岡村         | 上岡村              | 双葉郡 上岡村   | 双葉郡 富岡町 |
| 大菅村     | 大菅村       | 上岡村         | 上岡村              | 双葉郡 上岡村   | 双葉郡 富岡町 |
| 北田村     | 北田村       | 竜田村         | 竜田村              | 双葉郡 竜田村   | 双葉郡 楢葉町 |
| 井出村     | 井出村       | 竜田村         | 竜田村              | 双葉郡 竜田村   | 双葉郡 楢葉町 |
| 大谷村     | 大谷村       | 竜田村         | 竜田村              | 双葉郡 竜田村   | 双葉郡 楢葉町 |
| 上繁岡村   | 上繁岡村     | 竜田村         | 竜田村              | 双葉郡 竜田村   | 双葉郡 楢葉町 |
| 下繁岡村   | 下繁岡村     | 竜田村         | 竜田村              | 双葉郡 竜田村   | 双葉郡 楢葉町 |
| 波倉村     | 波倉村       | 竜田村         | 竜田村              | 双葉郡 竜田村   | 双葉郡 楢葉町 |
| 前原村     | 前原村       | 木戸村         | 木戸村              | 双葉郡 木戸村   | 双葉郡 楢葉町 |
| 上小塙村   | 上小塙村     | 木戸村         | 木戸村              | 双葉郡 木戸村   | 双葉郡 楢葉町 |
| 下小塙村   | 下小塙村     | 木戸村         | 木戸村              | 双葉郡 木戸村   | 双葉郡 楢葉町 |
| 山田岡村   | 山田岡村     | 木戸村         | 木戸村              | 双葉郡 木戸村   | 双葉郡 楢葉町 |
| 山田浜村   | 山田浜村     | 木戸村         | 木戸村              | 双葉郡 木戸村   | 双葉郡 楢葉町 |
| 上北迫村   | 上北迫村     | 広野村         | 広野村              | 双葉郡 広野村   | 双葉郡 広野町 |
| 下北迫村   | 下北迫村     | 広野村         | 広野村              | 双葉郡 広野村   | 双葉郡 広野町 |
| 上浅見川村 | 上浅見川村   | 広野村         | 広野村              | 双葉郡 広野村   | 双葉郡 広野町 |
| 下浅見川村 | 下浅見川村   | 広野村         | 広野村              | 双葉郡 広野村   | 双葉郡 広野町 |
| 折木村     | 折木村       | 広野村         | 広野村              | 双葉郡 広野村   | 双葉郡 広野町 |
| 夕筋村     | 夕筋村       | 広野村         | 広野村              | 双葉郡 広野村   | 双葉郡 広野町 |
| 上川内村   | 上川内村     | 川内村         | 川内村              | 双葉郡 川内村   | 双葉郡 川内村 |
| 下川内村   | 下川内村     | 川内村         | 川内村              | 双葉郡 川内村   | 双葉郡 川内村 |
| 久之浜村   | 久之浜村     | 久之浜村       | 久之浜村            | 双葉郡 久之浜村 | いわき市      |
| 金ヶ沢村   | 金ヶ沢村     | 久之浜村       | 久之浜村            | 双葉郡 久之浜村 | いわき市      |
| 末続村     | 末続村       | 久之浜村       | 久之浜村            | 双葉郡 久之浜村 | いわき市      |
| 田之網村   | 田之網村     | 久之浜村       | 久之浜村            | 双葉郡 久之浜村 | いわき市      |
| 大久村     | 大久村       | 大久村         | 大久村              | 双葉郡 大久村   | いわき市      |
| 小久村     | 小久村       | 大久村         | 大久村              | 双葉郡 大久村   | いわき市      |
| 小山田村   | 小山田村     | 大久村         | 大久村              | 双葉郡 大久村   | いわき市      |
| 川前村     | 川前村       | 川前村         | 川前村              | 石城郡 川前村   | いわき市      |
| 上桶売村   | 上桶売村     | 川前村         | 川前村              | 石城郡 川前村   | いわき市      |
| 下桶売村   | 下桶売村     | 川前村         | 川前村              | 石城郡 川前村   | いわき市      |
| 小白井村   | 小白井村     | 川前村         | 川前村              | 石城郡 川前村   | いわき市      |

## 行政
楢葉・標葉郡長
| 代 | 氏名     | 就任年月日                 | 退任年月日                 | 備考                           |
| -- | -------- | -------------------------- | -------------------------- | ------------------------------ |
| 1  | 荒至重   | 明治12年（1879年）1月27日  | 明治15年（1882年）5月17日  |                                |
| 2  | 長久保猷 | 明治15年（1882年）5月17日  | 明治16年（1883年）1月29日  |                                |
| 3  | 宮川正治 | 明治16年（1883年）2月1日   | 明治16年（1883年）7月14日  |                                |
| 4  | 沼沢七郎 | 明治16年（1883年）11月22日 | 明治17年（1884年）7月14日  |                                |
| 5  | 三淵隆衡 | 明治17年（1884年）7月14日  | 明治18年（1885年）8月15日  |                                |
| 6  | 荒賀直哉 | 明治18年（1885年）9月4日   | 明治19年（1886年）月日不詳 |                                |
| 7  | 岡貞一   | 明治19年（1886年）5月3日   | 明治19年（1886年）6月3日   |                                |
| 8  | 遠藤常師 | 明治19年（1886年）6月3日   | 明治19年（1886年）7月      |                                |
| 9  | 長井高明 | 明治19年（1886年）10月4日  | 明治24年（1891年）10月9日  |                                |
| 10 | 坂口実行 | 明治24年（1891年）10月9日  | 明治26年（1893年）12月5日  |                                |
| 11 | 高山喜英 | 明治26年（1893年）12月5日  | 明治28年（1895年）11月26日 |                                |
| 12 | 三田勝俊 | 明治28年（1895年）11月26日 | 明治29年（1896年）3月31日  | 標葉郡との合併により楢葉郡廃止 |